# Pesulania
La lex Pesulania va ser una antiga llei romana proposada per un tribú de la plebs anomenat Pesulà, que tractava sobre els danys causats pels gossos d'un altre. L'amo de l'animal havia de compensar al perjudicat o entregar en noxa (donar com a compensació) a l'animal. Recollia específicament allò que les Lleis de les dotze taules establien pels quadrúpedes. La data és desconeguda, però probablement remunta al segle v aC.